# NGC 379
NGC 379 je čočková galaxie v souhvězdí Ryb. Její zdánlivá jasnost je 12,9m a úhlová velikost 1,4′ × 0,7′. Je vzdálená 256 milionů světelných let, průměr má 75 000 světelných let. Galaxie je členem řetězce galaxií zařazeného v Arpově Katalogu pekuliarních galaxií jako Arp 311. Galaxii objevil 12. září 1784 William Herschel.